# Zapasy na Letnich Igrzyskach Olimpijskich 1972 – kategoria do 48 kg w stylu wolnym
Zmagania mężczyzn do 48 kg to jedna z dziesięciu męskich konkurencji w zapasach w stylu wolnym rozgrywanych podczas Letnich Igrzysk Olimpijskich 1972. Pojedynki w tej kategorii wagowej odbyły się w dniach 27 – 31 sierpnia.

## Zasady[1]
Punktacja opierała się na systemie „złych punktów karnych”. Zwycięzca otrzymywał zero punktów za wygraną przez „tusz” (łopatki) lub dyskwalifikację; pół punktu za przewagę techniczną, a jeden za zwycięstwo na punkty. Dwa punkty przyznawano za remis, a dwa i pół za remis i pasywność. Za porażkę na punkty zawodnik otrzymywał trzy punkty. Przegrana przez przewagę techniczną skutkowała 3,5 punktami karnymi, a za łopatki lub dyskwalifikację przyznawano 4 punkty karne. Uzyskanie sześciu lub więcej punktów eliminowało zapaśnika z turnieju. Najlepsza trójka walczyła w rundzie finałowej.

## Klasyfikacja[2]
| Pozycja | Nazwisko                   | Kraj              |
| ------- | -------------------------- | ----------------- |
| 1       | Roman Dmitrijew            | ZSRR              |
| 2       | Ognjan Nikołow             | Bułgaria          |
| 3       | Ebrahim Dżawadi            | Iran              |
| 4       | Sefer Baygın               | Turcja            |
| 5       | Ion Arapu                  | Rumunia           |
| 6       | Akihiko Umeda              | Japonia           |
| 7       | Jürgen Möbius              | NRD               |
| 7       | Sergio Gonzalez            | Stany Zjednoczone |
| 9       | Rolf Lacour                | RFN               |
| 9       | Jang Dok-ryong             | Korea Północna    |
| 11      | Attila Laták               | Węgry             |
| 12      | Adkar Maruti               | Indie             |
| 12      | Badzarragczaagijn Dżamsran | Mongolia          |
| 14      | Gad Zobari                 | Izrael            |

## Wyniki

### Pierwsza runda[3]
| Zwycięzca       | Punkty karne | Wynik     | Przegrany                  | Punkty karne |
| --------------- | ------------ | --------- | -------------------------- | ------------ |
| Sefer Baygın    | 2            | Remis     | Ognjan Nikołow             | 2            |
| Attila Laták    | 0,5          | Przewaga  | Gad Zobari                 | 3,5          |
| Sergio Gonzalez | 2            | Remis     | Ebrahim Dżawadi            | 2            |
| Rolf Lacour     | 1            | Na punkty | Badzarragczaagijn Dżamsran | 3            |
| Jürgen Möbius   | 1            | Na punkty | Jang Dok-ryong             | 3            |
| Akihiko Umeda   | 1            | Na punkty | Ion Arapu                  | 3            |
| Roman Dmitrijew | 0            | Łopatki   | Adkar Maruti               | 4            |

### Druga runda[4]
| Zwycięzca       | Punkty karne | Wynik     | Przegrany                  | Punkty karne |
| --------------- | ------------ | --------- | -------------------------- | ------------ |
| Ognjan Nikołow  | 2            | Łopatki   | Gad Zobari                 | 7,5          |
| Sefer Baygın    | 2            | Łopatki   | Attila Laták               | 4,5          |
| Ebrahim Dżawadi | 2            | Łopatki   | Badzarragczaagijn Dżamsran | 7            |
| Sergio Gonzalez | 4            | Remis     | Rolf Lacour                | 3            |
| Ion Arapu       | 4            | Na punkty | Jürgen Möbius              | 4            |
| Jang Dok-ryong  | 4            | Na punkty | Adkar Maruti               | 7            |
| Roman Dmitrijew | 1            | Na punkty | Akihiko Umeda              | 4            |

### Trzecia runda[5]
| Zwycięzca       | Punkty karne | Wynik       | Przegrany      | Punkty karne |
| --------------- | ------------ | ----------- | -------------- | ------------ |
| Ognjan Nikołow  | 2            | Łopatki     | Attila Laták   | 8,5          |
| Ebrahim Dżawadi | 2,5          | Przewaga    | Sefer Baygın   | 5,5          |
| Sergio Gonzalez | 6            | Remis       | Jürgen Möbius  | 6            |
| Ion Arapu       | 4            | Łopatki     | Rolf Lacour    | 7            |
| Akihiko Umeda   | 5            | Na punkty   | Jang Dok-ryong | 7            |
| Roman Dmitrijew | 1            | Wycofał się |                |              |

### Czwarta runda[6]
| Zwycięzca       | Punkty karne | Wynik     | Przegrany      | Punkty karne |
| --------------- | ------------ | --------- | -------------- | ------------ |
| Roman Dmitrijew | 2            | Na punkty | Ognjan Nikołow | 5            |
| Sefer Baygın    | 6,5          | Na punkty | Ion Arapu      | 7            |
| Ebrahim Dżawadi | 3,5          | Na punkty | Akihiko Umeda  | 8            |

### Runda finałowa[7]
| Zwycięzca       | Punkty karne | Wynik     | Przegrany                                  | Punkty karne |
| --------------- | ------------ | --------- | ------------------------------------------ | ------------ |
| Roman Dmitrijew | 1            | Na punkty | Ognjan Nikołow(zaliczony wynik z IV rundy) | 3            |
| Ognjan Nikołow  | 4            | Na punkty | Ebrahim Dżawadi                            | 3            |
| Roman Dmitrijew | 2            | Na punkty | Ebrahim Dżawadi                            | 6            |